# Mengbi Xiang
Mengbi Xiang (kinesiska: 猛必乡) är en socken i Kina. Den ligger i provinsen Hunan, i den södra delen av landet, omkring 340 kilometer nordväst om provinshuvudstaden Changsha. Antalet invånare är 3789. Befolkningen består av 1 806 kvinnor och 1 983 män. Barn under 15 år utgör 17,0 %, vuxna 15-64 år 70 %, och äldre över 65 år 12,0 %.
Genomsnittlig årsnederbörd är 1 711 millimeter. Den regnigaste månaden är maj, med i genomsnitt 288 mm nederbörd, och den torraste är december, med 22 mm nederbörd.